# Glabellula fasciata
Glabellula fasciata is een vliegensoort uit de familie van de Mythicomyiidae. De wetenschappelijke naam van de soort is voor het eerst geldig gepubliceerd in 1950 door Melander.